# أمبير ليلي
أمبير ليلي (بالإنجليزية: Amber Lily)‏ هي مغنية وممثلة أمريكية، ولدت في 18 يناير 1997 في لوس أنجلوس في الولايات المتحدة.

## وصلات خارجية
- أمبير ليلي على موقع IMDb (الإنجليزية)
- أمبير ليلي على موقع ميوزك برينز (الإنجليزية)
- أمبير ليلي على موقع ديسكوغز (الإنجليزية)